# 恩赐奖 (日本艺术院)
恩赐奖（日语：／ Onshi-shō）是日本艺术院设立的奖项賞。日本艺术院奖于1924年創設。后来，日本皇室赐下奖金，在日本芸術院奖受賞者中选择杰出者，授予恩赐奖。 

## 概要
日本芸術院会员或者非会员都有资格获奖，条件是拥有卓越的芸術作品，举国公認的成就或者制作接触作品，亦或者对于日本学芸術的進歩做出貢献非常顕著，業績获得大家認可。每年日本艺术院在其他奖励的基础上颁发恩賜賞，候选人是日本芸術院賞的受賞者之中特選出来的。恩賜賞获奖者能够获得天皇賜品，日本芸術院奖颁发的奖状，奖牌，并赠送賞金。
日本芸術院恩賜賞的授奖仪式上，每年今上天皇、皇后亲自行幸出席，大约毎年6月份挙行颁奖仪式。

## 获奖者

### 1977年度
- 伊藤清永作品：「曙光」

### 1981年度
- 小坂奇石作品：「寒山詩二首」

### 1986年
- 水上勉

### 1987年度
- 今井凌雪

### 1998年度
- 大原富枝

### 不明
- 澄川喜一

### 2009年度
- 山本文彦
- 粟津則雄
- 大野和士

### 2010年度
- 山崎隆夫